# Araf – Im Niemandsland
Araf – Im Niemandsland ist eine türkisch-deutsche Koproduktion aus dem Jahr 2012. Regie führte Yeşim Ustaoğlu, die auch das Drehbuch verfasste und als Produzentin in Erscheinung trat.
Der Name des Films bezieht sich auf das islamische Konzept der Anhöhen.

## Handlung
Die zwanzigjährige Zehra aus Karabük in der türkischen Schwarzmeerprovinz führt ein tristes Leben. Sie arbeitet als Küchenhilfe an einer Autobahnraststätte und leidet an der Eintönigkeit der Arbeit und an ihrem konservativen Elternhaus. Ihr Kollege Olgun möchte Zehra heiraten und erhofft sich einen Gewinn in der Spielshow „Deal or No Deal“. Eines Tages lernt Zehra den LKW-Fahrer Mahur kennen; in diesen verliebt sie sich. Mahur weckt zudem ihr Fernweh. Als sie von ihm schwanger wird, entschließt sich Zehra jedoch, in Karabük zu bleiben, und Mahur verlässt sie daraufhin. Von nun an muss sie sich mit Olgun, den sie am Ende des Films heiratet, und dem unehelichen Kind arrangieren.

## Kritik
Josef Schnelle vom Deutschlandfunk schreibt über den Film: „Zwischen Internet, Fernsehshows und Shoppingcentern wächst in der Türkei eine Generation heran, die im Fegefeuer der Selbstfindung immer noch ziellos herumirrt. „Fegerfeuer [sic!]“ das ist eine der Bedeutungen des Titels „Araf“. Zum Schluss gibt es ein „vergiftetes“ Happy End. Olgun heiratet Zehra. Die Hoffnung auf ein besseres selbstbestimmtes Leben, die in der letzten Szene aufscheint, ist schon morsch.“
Das Lexikon des internationalen Films stimmt der Rezension Schnelles weitgehend zu und resümiert: „Der Film zeichnet ein deprimierendes Gesellschaftsbild in tristen, detailgenauen Bildern, die zwar oft nahe an den Protagonisten sind, ohne darüber aber eine emotionale Nähe aufzubauen. So bleibt die Erzählhaltung distanziert und wirkt wie eine Versuchsanordnung, was den feinsinnigen Film bisweilen lehrbuchhaft wirken lässt.“